# Le avventure di Rocky e Bullwinkle
Le avventure di Rocky e Bullwinkle (The Adventures of Rocky & Bullwinkle) è un film diretto da Des McAnuff nel 2000 basato sulla serie televisiva Rocky e Bullwinkle.

## Trama
Il coraggioso scoiattolo volante Rocky e l'alce un po' tonto Bullwinkle hanno deliziato il pubblico per anni con le loro avventure narrate nel famosissimo Rocky e Bullwinkle. Dopo la cancellazione della celebre trasmissione, le due stelle del mondo dell'animazione cadono nell'oblio scomparendo per sempre dallo schermo televisivo. Trentacinque anni dopo la loro ultima apparizione in televisione, l'FBI li contatta per affrontare per l'ennesima volta il loro più temibile arcinemico, il dittatore dello stato comunista di Pottsylvania, Fearless Leader, che ha approntato un piano diabolico per riuscire a farsi eleggere alla presidenza degli Stati Uniti. Rocky e Bullwinkle non ci pensano due volte e, affiancati dalla giovane agente Karen Simpatia, immediatamente accettano la nuova sfida.

## Colonna sonora
- Be Ya Self (Rick Nelson, Sam Hollander, David Schommer, Tarsha Vega)

- Cryptik Souls Crew (Marc Costenzo, Phil Rae, Tony Cammillo)

- Side by Side (Harry M. Woods)

- Secret Agent Man (P.F. Gloom, Steve Barri)

- America (Paul Simon)

- Blue Danube (Johann Strauß)

- America the Beautiful (Katherine L. Bates, S.A. Ward)

- Hooray for Hollywood (Richard Writing, Johnny Mercer)

- Dreamer (Roger Hodgson, Rick Davies)

- Bad Boys (Ian Levis)

- Rocky Show Theme (Fred Steiner)

- Duelin Banjoe (Arthur Smith)

- Rocky the Flying Squirrel (Frank Comstock)

- Hail, Hail, Pottsylvania (Fred Steiner)

- Through the Eyes of a Child (Mark Mothersbaugh, Lanat Coppock e Lisa McClowry)

## Distribuzione
Il 20 luglio del 2001 è uscito nei cinema italiani.

## Accoglienza

### Incassi
Con un budget stimato di 76 milioni di dollari, il film ne incassò a livello mondiale solo 35 milioni.

## Riconoscimenti
- 2000 - Razzie Awards
  - Candidatura Peggior attrice non protagonista a Rene Russo.
- 2000 - Saturn Award
  - Candidatura Miglior attrice non protagonista a Rene Russo
  - Candidatura Miglior attore non protagonista a Jason Alexander